# Wilsummerveer (voetveer)
Het Wilsummerveer was een voetveer in Overijssel tussen Wilsum en de Onderdijkse Waard, eerder Onderdijkse Polder genoemd.
De vroegere gemeente Gemeente Wilsum deze bestond tussen 1811 en 1937. Voor 1811 werd die gemeente Kerspel Wilsum genoemd. Dit gebied lag aan beide kanten van de IJssel. De veerverbinding was dus een verbinding tussen de twee oevers van het Kerspel. De Onderdijkse zijde werd in de 15e eeuw Wilsemer oever genoemd. De Onderdijkse polder was verdeeld tussen enerzijds de gemeente Kampen en anderzijds Wilsum. De voetveer bestond tussen 1685 en 1971. Het veer en de veersteiger lagen net ten zuiden van de vroegere kloosterhoeve Erve Scholpenoirt. In het verlengde van de veerweg (Onderdijks), aan de Kamperstraatweg lag tussen 1913 en 1933 het Station Wilsummerveer aan de Spoorlijn Hattem - Kampen Zuid. Aan de veeroever in de Onderdijkse Waard stond vanaf 1821 een klokkenstoel om de veerman te roepen. Een replica van deze klokkenstoel staat sinds 2015 , als herinnering aan dit eeuwenoude veer bij de oude veerhaven in Wilsum . In het stadje Wilsum herinnert naast de Klokkenstoel ook het oude veerhuis aan de voetveer.

## Afbeeldingen

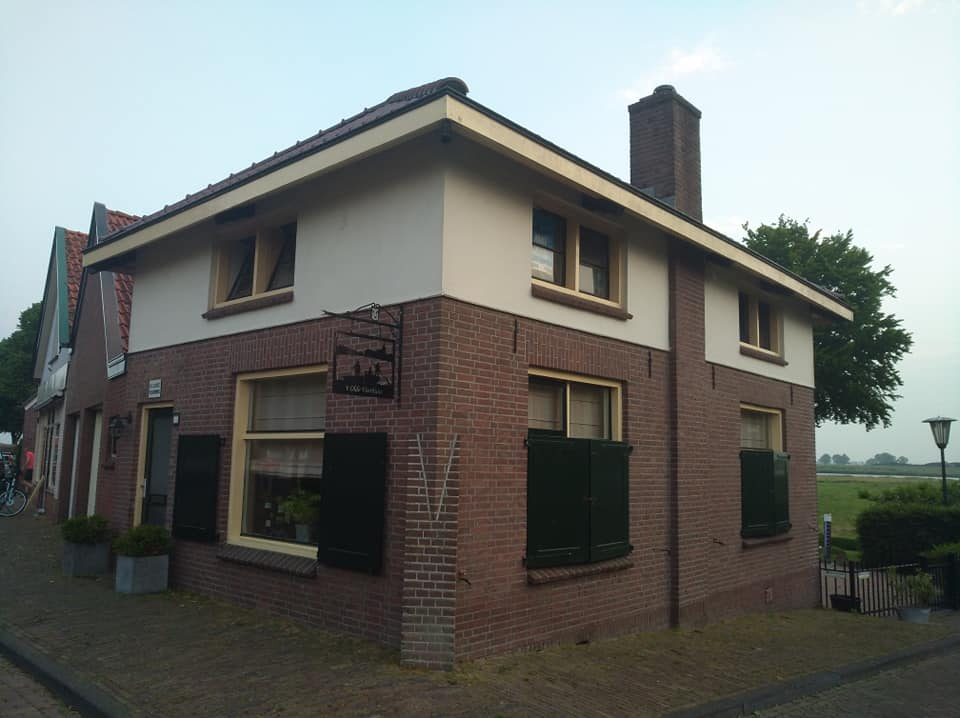
Veerhuis Wilsum (Wilsummer Veer)
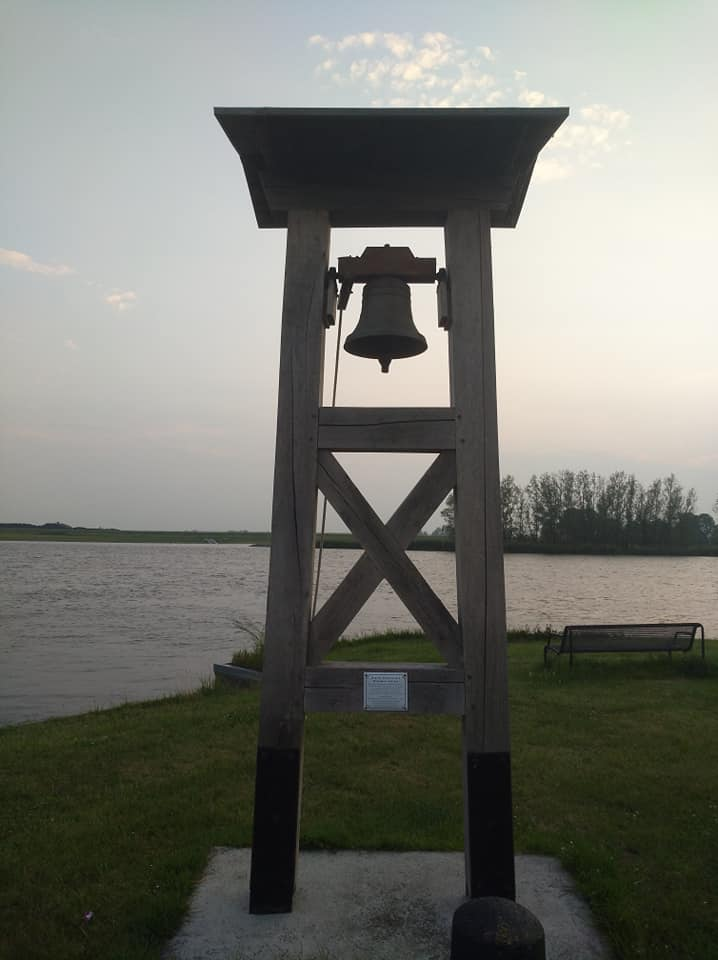
Replica Klokkenstoel Wilsummer Veer bij Veerhaven Wilsum , deze veer voer tussen 1685 en 1971
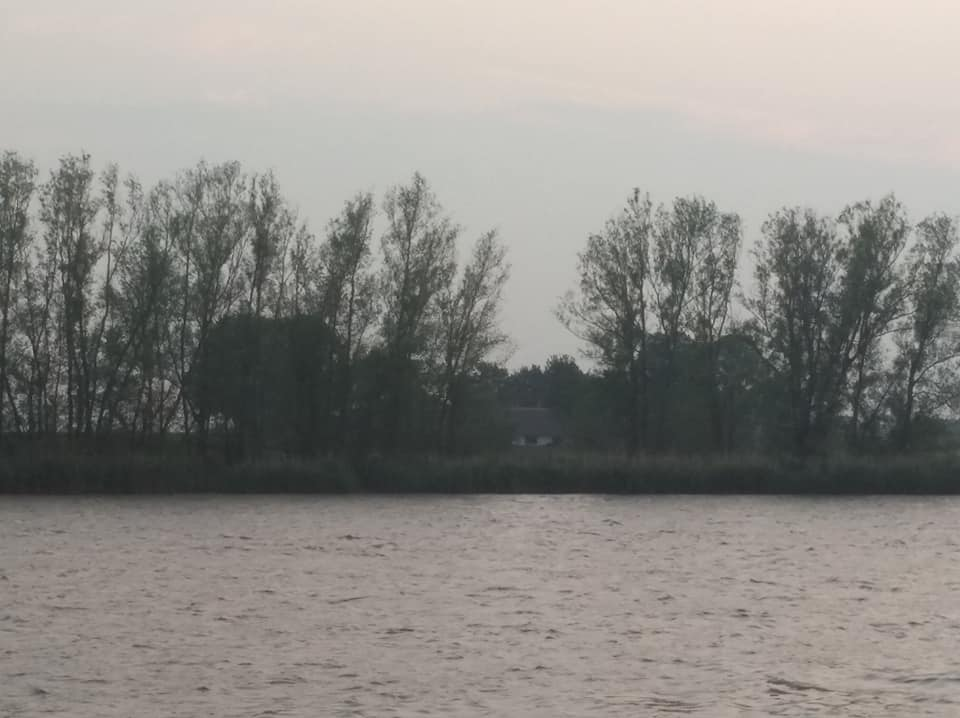
Doorkijk vanuit Wilsum naar het Erve Scholpenoirt in de Onderdijkse Waard. Deze hoeve was dicht bij de veeroever aan de Onderdijkse kant gelegen
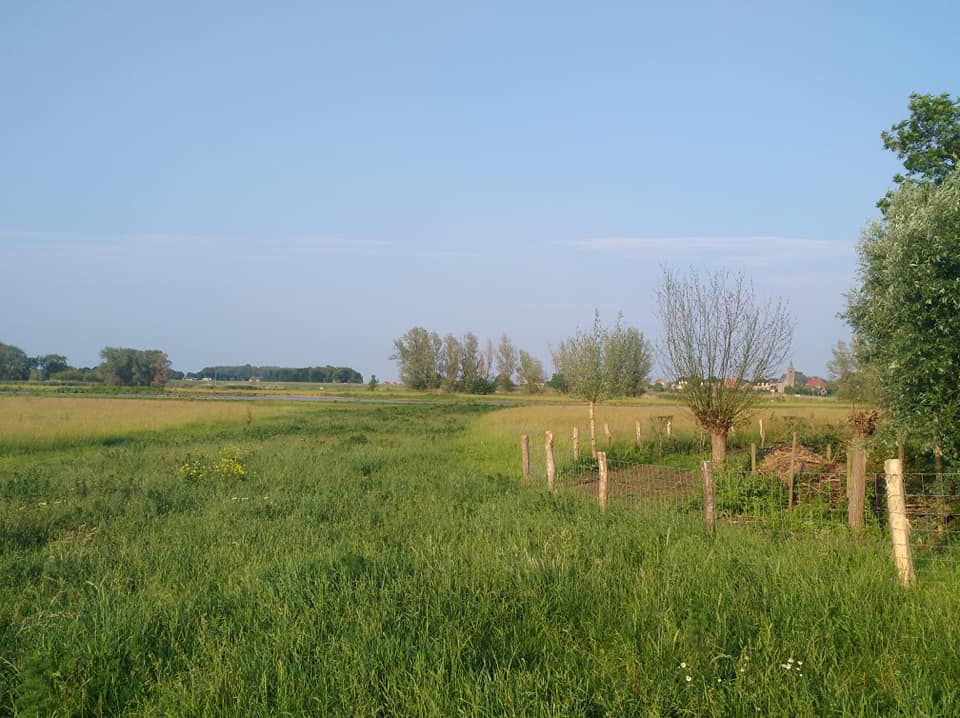
Doorkijk vanaf de Onderdijkse Waard,via de landerijen ten westen van Erve Scholpenoirt naar het stadje Wilsum
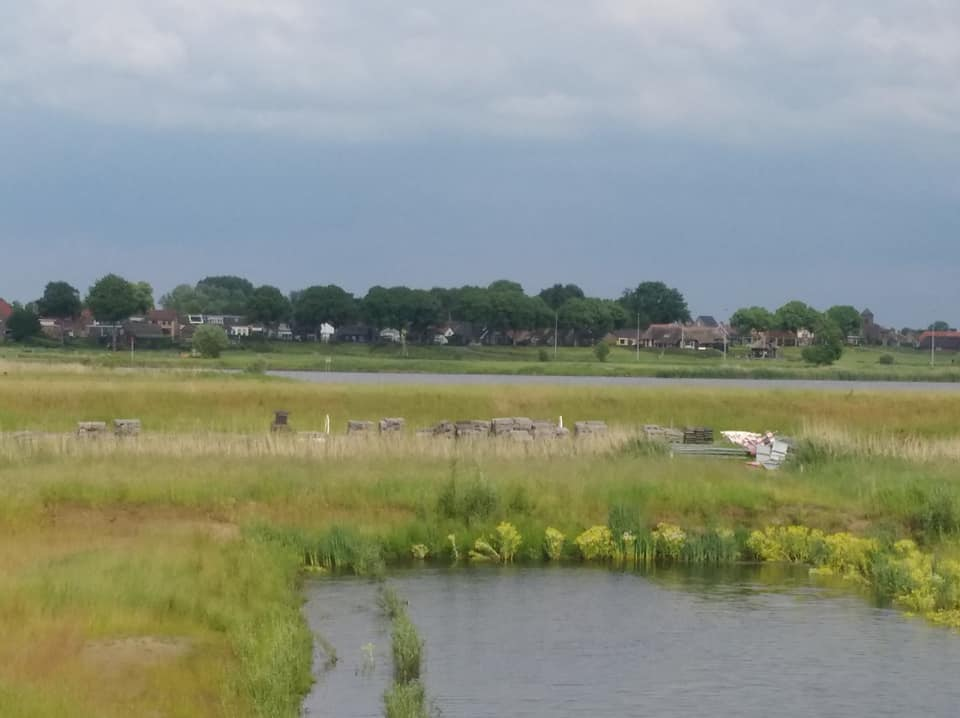
Doorkijk vanaf de kop Inlaat in Onderdijkse Waard t.h.v. van de oude veersteiger in Onderdijkse polder
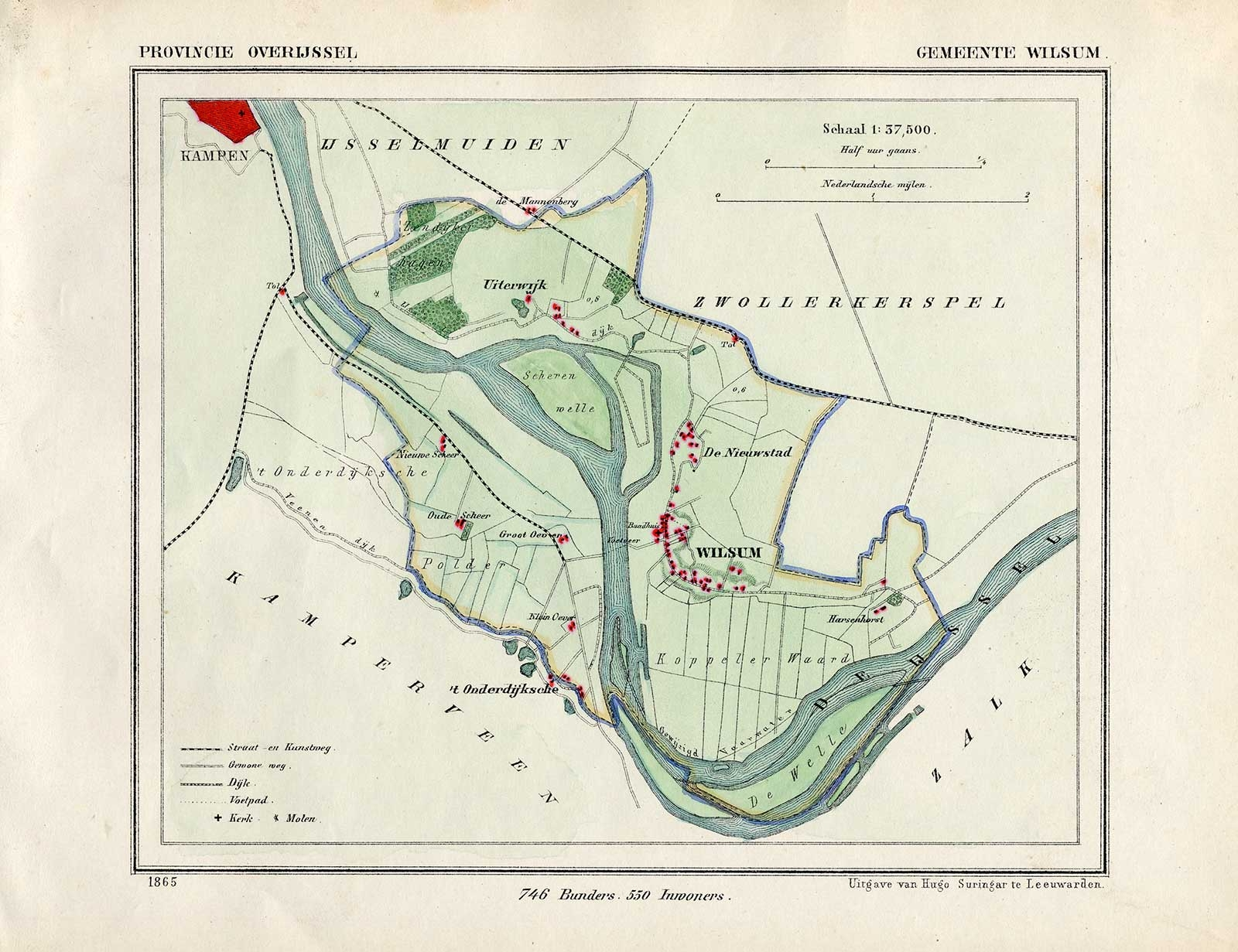
Kaart van de gemeente Wilsum die op deze manier bestaan heeft van 1811 tot 1937, waar ook de veerverbindig op staat.